# Iván Gudóvich
El conde Iván Vasílievich Gudóvich (en ruso: Ива́н Васи́льевич Гудо́вич; Starodub, Hetmanato cosaco, 1741 - Olgópol, Gobernación de Podolia, Imperio ruso, 22 de enero de 1820) fue un generalfeldmarschall ruso que conquistó en 1789 la ciudad de Jadsibey (actual Odesa), en 1791 asaltó la fortaleza otomana de Anapa y en 1807 conquistó la costa del mar Caspio de Daguestán. De 1809 a 1812 fue comandante en jefe en Moscú.

## Biografía
Nació en una familia noble de origen ucraniano, los Gudóvichi. Era hijo del director general Vasili Gudóvich, consejero del general al cargo de Malorosiya. Fue enviado a estudiar en las universidades de Königsberg y de Leipzig. Comenzó sus servicios en el ejército del Imperio ruso en 1759 como alférez del cuerpo de ingenieros. Más tarde sería flügeladjutant del conde Piotr Shuválov. Durante el corto reinado de Pedro III su carrera tuvo un impulso debido a la proximidad con el zar de su hermano, el oficial Andréi Gudóvich. En 1761 fue nombrado ayudante del tío del zar, el generalfeldmarschall el príncipe Georg Ludwig de Holstein-Gottorp. Tras la llegada al poder de Catalina II en 1762 fue arrestado, pero tres semanas después es liberado. En 1763 es nombrado comandante del regimiento de infantería de Astracán con el que participó ese año en operaciones en la Mancomunidad de Polonia-Lituania.
Sus primeras operaciones militares se dieron en la guerra ruso turca de (1768-1774). Se distinguió en el asedio de Jotýn (11/07/1769), Larga (07/07/1770) y la batalla de Kagul (21/07/1770). Tuvo el mando de un destacamento en Valaquia con el que destruyó el ejército del serasker (11/11/1770) y ocupó Bucarest (14/11/1770); más tarde condujo varias columnas en los asaltos de Giurgiu (21.2 y 07/08/1771). En 1772 cayó enfermo, por lo que abandonó el ejército, al que volvió en 1774. Tomó parte en las batallas que finalizaron la guerra sobre el Danubio. Tras la firma del Tratado de Küçük Kaynarca en 1774 es nombrado comandante de una división en Ucrania en la zona de Ochákiv y el Bug Meridional. Luego sería enviado a Jersón. En 1785 fue nombrado gobernador general de Riazán y Tambov e inspector del ejército de infantería y caballería.
En la guerra ruso turca de 1787-1792 por su propia petición es enviado con el ejército en campaña, asignándosele un cuerpo. A su cabeza tomó los fuertes de Jadsibey (14/09/1789) y Kiliya (18/10/1790). El 12 de noviembre de 1790 fue nombrado comandante del cuerpo del Kubán y jefe de la línea defensiva del Cáucaso. Tomó por asalto la ciudad de Anapa (22/06/1791), contra una guarnición que le doblaba en número. Anexionó al Imperio ruso el shamjalato de Tarki y el kanato de Derbent. Bajo su dirección se construyeron los fuertes de Ust-Labínskaya, Kavkázskaya y Shelkovódskaya.
Ofendido por el nombramiento de 1796 de Valerián Zúbov como comandante de la Expedición persa, ha dimitido. Al subir al trono Pablo I fue designado en el lugar de Zúbov, y en la coronación del zar se le ha concedido el título de conde. En 1798 fue nombrado gobernador general de Kiev y más tarde de Podolsk. En 1799 fue nombrado comandante en jefe de las operaciones en el Rin. En julio de 1800 fue despedido por criticar las costumbres prusianas que se implantaban en el ejército de Pablo I.
En 1806 fue devuelto al servicio y nombrado comandante en jefe del ejército en Georgia y Daguestán, tomando medidas drásticas para acabar con la epidemia de peste en el Cáucaso. En la guerra ruso turca de 1806-1812 venció al ejército otomano del serasker Yusuf-Pachá en la batalla del río Arpaçay por la fortaleza de Giumry (18/06/1807), por lo que fue nombrado generalfeldmarschall. Tras el infructuoso asalto a Ereván (17/11/1808) fue asignado al ejército de Georgia. Una enfermedad grave (por la que perdió un ojo) obligó a Gudóvich a dejar el Cáucaso en 1809.
A partir de 1809 fue nombrado comandante en jefe en Moscú, cargo compartió desde 1810 con el de senador y miembro del Consejo de Estado del Imperio ruso
Era un gran latifundista (cerca de 13 000 siervos). En 1812 Gudóvich dimitió por su estado de salud y pasó sus últimos años de vida en su hacienda, distraído con la composición de música y la caza. Falleció en 1820 y por su testamento fue enterrado en la catedral de Santa Sofía de Kiev.

## Condecoraciones
- Caballero de la Orden de San Andrés (09/02/1793).
- Caballero de la Orden de San Alejandro Nevski (1784).
- Caballero de segunda clase de la Orden de San Jorge (15/07/1791). Y previamente había recibido la tercera clase de la misma el 27 de julio de 1770.
- Caballero de primera clase de la Orden de Santa Ana (14/04/1771).
- Caballero de primera clase de la Orden de San Vladimiro (1787).

## Literatura
El conde Gudóvich aparece en la novela de Yuro Trusov Jadsibey ambientada en la orilla norte del mar Negro a finales del siglo XVIII e inicios del siglo XIX.